# Dayton
För andra betydelser, se Dayton (olika betydelser).
Dayton är en stad i Ohio, USA, med cirka 170 000 invånare och största stad i Montgomery County.
Dayton grundades den 1 april 1796 och staden fick 1805 sitt namn efter politikern Jonathan Dayton.
Dayton var flygplansuppfinnarna Bröderna Wrights hemstad och Dayton kallas ofta för "Flygets födelseplats" (Birthplace of Aviation). Även stadsflaggan föreställer ett flygplan och Wright State University ligger i staden.
Daytonavtalet förhandlades fram på den närliggande Wright-Patterson Air Force Base i november 1995.